# Pervomaiski (Yeisk, Krasnodar)
Pervomaiski (del ruso: Первомайский) es un posiólok del raión de Yeisk del krai de Krasnodar, en Rusia. Está situado en las tierras bajas de Kubán-Azov, en la península de Yeisk, 26 km al sur de Yeisk y 167 km al noroeste de Krasnodar, la capital del krai. Tenía 485 habitantes en 2010.
Pertenece al municipio Yéiskoye.